# Пурдошки
Пурдо́шки (рос. Пурдошки, ерз. Пурдошки) — село у складі Темниковського району Мордовії, Росія. Входить до складу Пурдошанського сільського поселення.
Населення — 850 осіб (2010; 1096 у 2002).
Національний склад (станом на 2002 рік):
- росіяни — 94 %